# James Orr
James Joseph Orr (ur. 23 marca 1953 w Rouyn-Noranda) – kanadyjski scenarzysta, reżyser i producent filmowy.
Uczęszczał do Carleton University Journalism School, zanim studiował sztukę filmową na York University w Toronto. Potem stał się pierwszym w historii Kanadyjczykiem, który w 1977 roku został członkiem American Film Institute. Związany był także z Rock Action Records. Już w 1985 roku wyreżyserował komedię romantyczną Przełamując wszelkie zasady (Breaking All the Rules).
28 stycznia 1998 r. został aresztowany, gdy pobił do nieprzytomności Farrah Fawcett po tym, jak w restauracji odmówiła ślubu, a potem wezwał pogotowie, które zabrało ją do szpitala. Sąd w Los Angeles uznał go za winnego i skazał go na 100 godzin prac społecznych i 500 dolarów grzywny.

## Filmografia
- 1985: Przełamując wszelkie zasady (Breaking All the Rules) - reżyser
- 1986: Twardziele (Tough Guys) - scenarzysta
- 1986: Witchfire - scenarzysta
- 1987: Disneyland
- 1987: Trzech mężczyzn i dziecko - scenarzysta
- 1987: 14 Going on 30 - scenarzysta
- 1988: They Still Call Me Bruce - scenarzysta
- 1990: Pan Przeznaczenie (Mr. Destiny) - reżyser
- 1993: Zakonnica w przebraniu 2: Powrót do habitu (Sister Act 2: Back in the Habit) - scenarzysta
- 1995: Pan domu (Man of the House) - reżyser
- 1996: Czy to ty, czy to ja? (It Takes Two) - producent
- 2007: Milion na gwiazdkę (Christmas in Wonderland) - reżyser, scenarzysta
- 2010: Mój przyjaciel z przyszłości (The Night Before the Night Before Christmas) - reżyser